# Pachycnema danieli
Pachycnema danieli är en skalbaggsart som beskrevs av Schein 1959. Pachycnema danieli ingår i släktet Pachycnema och familjen Melolonthidae. Inga underarter finns listade i Catalogue of Life.